# بيتر ليلي
بيتر ليلي (بالهولندية: Peter Lely)‏ (و. 1618 – 1680 م) هو رسام، وفنان من هولندا، ولد في زوست، توفي في كوفنت غاردن، عن عمر يناهز 62 عاماً.

## مناصب
تولى منصب Principal Painter in Ordinary ‏، في تشارلز الثاني ملك إنجلترا (منذ 1661).

## روابط خارجية
- بيتر ليلي على موقع الموسوعة البريطانية (الإنجليزية)
- بيتر ليلي على موقع ديسكوغز (الإنجليزية)